# Mieczysław Pawełko
Mieczysław Pawełko (ur. 7 sierpnia 1908 w Zakopanem, zm. 16 stycznia 1966 we Wrocławiu) – polski rzeźbiarz, specjalizujący się we wzornictwie przemysłowym; nauczyciel akademicki związany z wrocławską Państwową Wyższą Szkołą Sztuk Plastycznych we Wrocławiu i jej drugi rektor w latach 1950–1952.

## Życiorys
W latach 1929–1932 uczęszczał do Szkoły Sztuk Plastycznych w Poznaniu, po czym od 1935 do 1938 roku studiował rzeźbę w pracowni prof. Tadeusza Breyera na Akademii Sztuk Pięknych w Warszawie. W okresie dwudziestolecia międzywojennego pracował w dużych fabrykach ceramicznych w Chodzieży, Fabryce Fajansów we Włocławku, zdobywając tam doświadczenie w dziedzinie wzornictwa przemysłowego. Eksperymentował także we własnej wytwórni. Wspólnie z F. Kowarskim zwyciężył w konkursie na monumentalną mozaikę ceramiczną dla warszawskiego Dworca Głównego, zrealizowaną w latach 1938–1939. Przez cały ten czas uprawiał rzeźbę i ceramikę.
Po zakończeniu II wojny światowej znalazł się we Wrocławiu, gdzie w latach 1948–1958 pracował w Państwowej Wyższej Szkole Sztuk Plastycznych na stanowisku profesora kontraktowego, pełniąc tam funkcję kierownika Katedry Rzeźby Ceramicznej na Wydziale Ceramiki i Szkła, a następnie kierując Pracownią Projektowania Ceramiki Artystycznej i Przemysłowej. Od 1950 do 1952 sprawował funkcję rektora uczelni.
Brał czynny udział w wielu wystawach, w tym m.in.: I Wystawie Grupy Ceramików Warszawa (1938), Ogólnopolskiej Wystawie Ceramiki i Szkła Artystycznego (Wrocław 1954), Okręgowej Wystawie Rzeźby (Wrocław 1958) oraz I Wystawie Plastyki Ziem Nadodrzańskich (Wrocław 1959).
Pochowany na Cmentarzu Osobowickim we Wrocławiu.

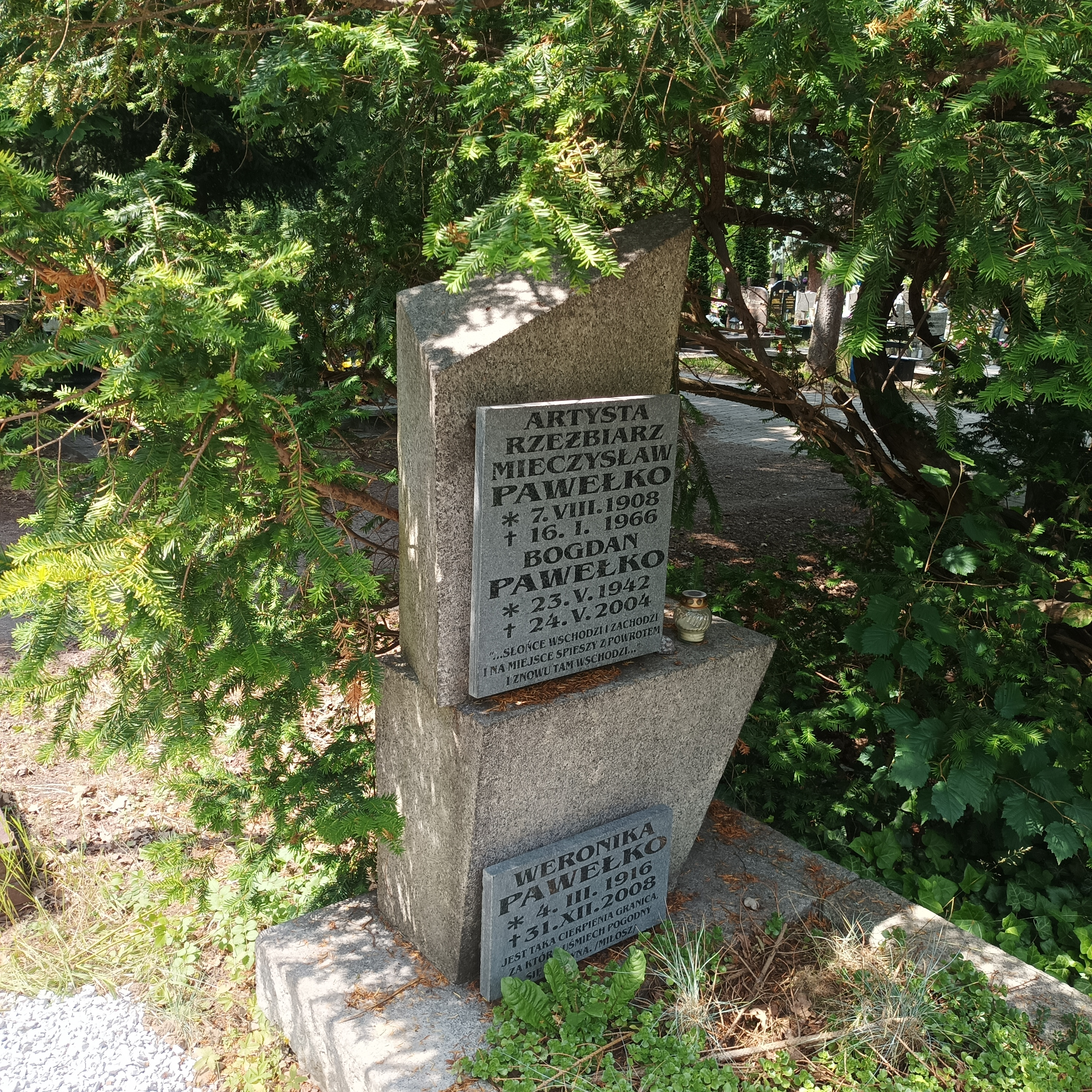
Grób Mieczysława Pawełki na Cmentarzu Osobowickim